# Impasse de Jérusalem
Ne pas confondre avec la rue de Jérusalem, également située dans l'île de la Cité
L'impasse de Jérusalem désigne deux voies différentes situées à Paris, sur l'île de la Cité.

## Avant leXVIIIesiècle
La première impasse est mal connue car elle n'apparait ni dans les rôles de la taille, ni dans le Le Dit des rues de Paris de Guillot de Paris. 
Jaillot avance que la rue aux Coulons pourrait être ce cul-de-sac de Jérusalem.
Cette hypothèse est réfutée car la rue est mentionnée dans les anciens comptes de l'Hôtel-dieu qui permettent de restituer le tracé de cette voie. Elle partait de la rue Neuve-Notre-Dame, où elle séparait la maison de l'Image Saint-Victor de celle de la Marguerite, puis formait retour d'équerre vers la rue de Venise, derrière les maisons de la Croix de Fer et de la Couronne. Il est probable que le tronçon de voie perpendiculaire à la rue Neuve-Notre-Dame ait disparu à la fin du XVe siècle (peut- être en 1475), lors de la reconstruction de la maison de la Marguerite. Subsistait toutefois un vestige du tronçon formant retour d'équerre vers la rue de Venise dans un passage commun aux maisons de la Huchette, de la Croix de Fer, de la Couronne, de l'Épée et de la Marguerite. Ce passage, cité en 1673, est alors bouché. L'ensemble de maisons cité ci-avant disparait en 1745-1757 lors des travaux d'agrandissement du parvis Notre-Dame.

## Après leXVIIIesiècle
La ruelle Sainte-Geneviève est citée en 1292, sous la dénomination de « porche Sainte-Geneviève » car elle conduisait de la rue Saint-Christophe à l'église Sainte-Geneviève-des-Ardents. Après la disparition de l'ancienne impasse de Jérusalem et de l'église Sainte-Geneviève, détruite en 1747, elle est renommée cul-de-sac de Jérusalem. La ruelle forme alors la limite du nouvel hôpital des Enfants-Trouvés construit par Germain Boffrand. Elle disparait en 1837 lors de l'extension du bâtiment construit par Boffrand (qui abrite alors le bureau de l'assistance publique).